# Palm Desert WCT 1974
Il Palm Desert WCT 1974 è stato un torneo di tennis giocato sul cemento. È stata la 1ª edizione del torneo che fa parte del World Championship Tennis 1974. Si è giocato a Palm Desert negli Stati Uniti dal 31 marzo al 6 aprile 1974.

## Campioni

### Singolare maschile
Rod Laver ha battuto in finale  Roscoe Tanner con il punteggio di 6–4 6–2

### Doppio maschile
Jan Kodeš /  Vladimír Zedník hanno battuto in finale  Raymond Moore /  Onny Parun con il punteggio di 6–4, 6–4